# بروس ولز
بروس ولز (بالإنجليزية: Bruce Wells)‏ هو لاعب اتحاد الرغبي أسترالي، ولد في 4 يونيو 1937 في أورانج في أستراليا.